# Joseph D. Sayers
Joseph Draper Sayers (23 de setembro de 1841 — 15 de maio de 1929) foi o 22º governador do estado norte-americano de Texas, de 17 de janeiro de 1899 a 20 de janeiro de 1903.